# W Гидры
W Гидры (лат. W Hydrae) — тройная звезда в созвездии Гидры на расстоянии (вычисленном из значения параллакса) приблизительно 536 световых лет (около 164 парсек) от Солнца.

## История изучения
W Гидры можно наблюдать лишь в южном полушарии, поэтому до XIX века её никто не изучал. К тому же, звезда имеет чрезвычайно яркий красный оттенок, и поэтому трудна для исследования в оптическом диапазоне. Впервые переменность звезды определил в 1889 году Эдвин Сойер, астроном-любитель. В 1893 году американский астроном Сэт Чандлер обнаружил, что звезда увеличивает блеск на 1,3 звёздной величины каждые 384 суток. Спустя 30 лет, в 1923 году, Пол Меррилл, занимавшийся спектральным анализом переменных звёзд, опубликовал данные о том, что по характеру спектра W Гидры напоминает долгопериодическую переменную. Через год, в 1924 году, были опубликованы наблюдения японского и американского астрономов, которые подтверждали долгопериодичность колебаний яркости звезды.

## Характеристики
Первый компонент (HD 120285) — красный гигант, пульсирующая полуправильная переменная звезда типа SRA (SRA) спектрального класса M7,5e-M9ep, или M7,5-9e, или Md. Фотографическая звёздная величина звезды — от +11,6m до +7,7m. Масса — около 2,171 солнечной, радиус — около 1661,634 солнечного, светимость — около 5400 солнечных. Эффективная температура — около 2500 K.
Второй компонент — красный карлик спектрального класса M. Масса — около 161,27 юпитерианской (0,1539 солнечной). Удалён в среднем на 1,937 а.е..
Третий компонент (HD 120305) — жёлто-белая звезда спектрального класса F8. Видимая звёздная величина звезды — +9,59m. Радиус — около 1,32 солнечного, светимость — около 2,133 солнечной. Эффективная температура — около 6047 K. Удалён на 66,8 угловой секунды.

## Описание
Как известно, долгопериодические переменные звёзды делятся на две категории: мириды и полуправильные переменные (которые в свою очередь делятся ещё на четыре класса — SRa, SRb, SRc и SRd). Это объекты, принадлежащие асимптотической ветви гигантов — старые звёзды малой и средней массы, сильно увеличившиеся в размерах.
W Гидры — одна из ближайших звёзд, в спектре которой обнаружены линии кислорода.

## Пылевой диск
Наблюдения показали, что звезду окружает пылевой диск, в состав которого входит большое количество воды в виде льда, а также синильной кислоты. С помощью Субмиллиметровой антенной системы, находящейся на вулкане Мауна-Кеа, Гавайи, учёные определили по линиям в спектре, что HCN формируется в центре пылевой оболочки. Этот факт исключает сценарий формирования кислоты с помощью фотохимических реакций, происходящих на внешней стороне диска. А это значит, что пылевой диск быстро охлаждается и постепенно увеличивается в размерах.